# Indre Missions Tidende
Indre Missions Tidende (IMT) er et tidsskrift for foreningen Indre Mission. IMT udkommer hver anden uge og rummer nyheder om kirker i ind- og udland samt kirkelige debatter og artikler om livsnære temaer.
Indre Missions Tidende udkom første gang i 1854 under redaktør Peder Sørensen. Vilhem Beck var redaktør og den største leder i Indre Missions tidlige år. Han var redaktør af IMT fra 1862 til 1901 og fik øget abonnenttallet fra 144 til 16.050.
I dag går bladet under en ny overskrift, Impuls, men Indre Missions Tidende er stadigvæk bevaret i navnet